# Едикт от Потсдам
Едиктът от Потсдам, наричан също Потсдамски едикт на толерантността, е едикт за толерантност, който е постановен на 29 октомври (нов стил 8 ноември) 1685 г. от великия курфюрст Фридрих Вилхелм от Бранденбург. Курфюрстът, който, за разлика от протестантско-лутеранското мнозинство на населението на Бранденбург, е с калвинистка вяра, предлага на хугенотите, които са му сходни по вяра, свободно и сигурно заселване в Бранденбург, тъй като тогава те са преследвани във Франция заради религията им. На бежанците са предоставени щедри привилегии, включително освобождаване от данъци и мита, както и субсидии за търговски предприятия и заплащане на свещениците им от страна на княжеството.
Предисторията на едикта е възраждащото се преследване на хугенотите във Франция след отмяната на Нантския едикт за толерантност чрез Едикта от Фонтенбло, който френският крал Луи XIV е утвърдил на 18.10.1685 г. Вследствие на това се установява Едиктът от Потсдам, в чието изготвяне взима значително участие богословът Жак Абади.
Около 20 000 души последват предложението на Бранденбург да имигрират в страната. Едиктът от Потсдам допринася значително за оживлението на икономиката на разрушения от Тридесетгодишната война Бранденбург, и полага основите за укрепване на Бранденбург-Прусия. Благодарение на хугенотите, които се заселват в Берлин, населението се увеличава с една трета.
Както и при приемането на евреите, изгонени от Австрия през 1671 г., Фридрих Вилхелм се надява, че и тези имигранти ще донесат икономически подем в Бранденбург, който страда по това време от последиците на Тридесетгодишната война. Тази надежда се сбъдва. Хугенотите в Бранденбург допринасят както за икономически, така и за интелектуален бум на държавата. Така например още през 1689 г. в Берлин се открива Френската гимназия, която предоставя на имигрантите и местните граждани безпрецедентно, обстойно образование. А Берлин се превръща в център на литературата в рамките на Бранденбург-Прусия и добива значимост извън пределите на държавата.
За приемането на хугенотските бежанци от Фридрих Вилхелм напомня един релеф върху паметника на Женевската реформация.